# Миливоје Радосављевић
Миливоје Радосављевић (Пауне, код Ваљева, 1919 — Космај, 8. август 1941) био је комунистички револуционар и учесник Народноослободилачке борбе.

## Биографија
Рођен је 1919. године у селу Пауне, код Ваљева. Потицао је из сиромашне сељачке породице, која је тешко живела, након смрти његовог оца Божидара. После завршене основне школе, по сугестији учитеља, јер је био одличан и талентован ученик, његова мајка се одлучила да га пошаље на даље школовање.
Током учења гимназије у Ваљеву, спадао је међу најбоље ученике и добијао је многе награде. Како би обезбедио средства за издржавање и живот у Ваљеву, давао је приватне часове слабијим ученицима. Током 1934. године повезао се са радничком омладином и преко ње добио прва знања о марксизму. Након тога је сво своје слободно време проводио у Опанчарcкој и Кројачкој задрузи. Тако је врло брзо дошао на полицијски списак сумњивих лица. Гимназија је била обавештена о његовом кретању, па је директор гимназије Илија Мајсторовић у неколико наврата лично вршио претрес собе у којој је становао, тражећи забрањену литературу.
Упркос забранама, Миливоје је активно учествовао у омладинском и радничком покрету. Био је веома активан у школској литерарној дружини „Чика Љуба”. Овде се сукобљавао са многим националистичко-фашистички настројеним ученицима и професорима. Његову активност, уочили су руководиоци тада илегалне Комунистичке партије Југославије (КПЈ), па је у току 1936. године примљен у чланство Савеза комунистичке омладине Југославије (СКОЈ). Две године касније, 1938. године, примљен је и у чланство КПЈ.
Јуна 1939. године, након завршене гимназије, уписао је Правни факултет у Београду. Изабрао је Правни факултет, јер је једино на њему имао могућност да већи део времена проводи у Ваљеву и свом родном селу, пошто није имао довољно средстава за стални боравак у Београду. Окружни комитет КПЈ за Ваљево поверавао је Миливоју најодговорније задатке. Учествовао је у организовању штрајка грађевинскох радника, штрајка радника „Висад”, штрајка ученика Државне пољопривредне и техничке школе у Ваљеву и др.
Био је један од најистакнутијих чланова СКОЈ-а у Ваљеву. Организовао је растурање комунистичких летака, писање парола по зидовима кућа и др. Због писања парола против режима, 1939. године, изведен је пред суд и осуђен на два месеца затвора. Приликом истраге, упорно је тврдио да је сам написао све пароле по целом граду и тиме спасао од затвора своје другове, који су са њим учествовали у овој акцији.
Недуго по изласку из затвора, 1940. године, био је постављен за секретара Окружног комитета СКОЈ-а за Ваљево, а нешто касније и за члана Окружног комитета КПЈ за Ваљево. Априла 1941. године, након напада cила Oсовинe на Југославију, заједно са групом другова је отишао у правцу Ужица, са циљем да као добровољци ступе у Југословенску војску. У војску нису били примљени, а убрзо је уследила и капитулација, па су били заробљени од стране Немаца и затворени у згради Ужичке гимназије. Успели су да пресеку бодљикаву жицу и побегну, а потом и да се врате у Ваљево.
Од првих дана окупације, активно је радио на организовању Народноослободилачког покрета у Ваљеву. Био је учесник састанка Окружног комитета КПЈ за Ваљево, 22. јуна 1941. године, након чега је са групом партијских активиста КПЈ, напустио Ваљево и прешао на политички рад у околна села. На састанку ОК КПЈ, 25. јуна 1941, када је донета одлука о формирању Ваљевског партизанског одреда, Миливоје је одређен за специјалног курира за везу између Штаба одреда и Главног штаба НОП одреда Србије и Покрајинског комитета КПЈ за Србију.
За специјалног курира, био је одређен јер је већину чланова Покрајинског комитета и Главног штаба лично познавао из времена илегалног партијског рада у Ваљеву и Београду. Свој задатак је успешно обављао обилазећи разна места по западној Србији. Крајем јула 1941. године, у обилазак Ваљевског одреда је довео чланове Главног штаба за Србију Родољуба Чолаковића и Филипа Кљајића. Почетком августа, Миливоје је отишао на Космај, где је ухватио везу са чланом Главног штаба Бранком Крсмановићем, који се тада налазио у обиласку Космајско-посавског партизанског одреда. Припремајући се за полазак у Ваљево, Бранка и Миливоја је ухватила немачка офанзива на Космај, 8. августа 1941. године, током које су обојица страдали.
Указом Председништва АВНОЈ-а постхумно је 6. јула 1945. одликован Орденом заслуга за народ првог реда.